# Герб Барського району
Герб Ба́рського райо́ну — один із офіційних символів Барського району Вінницької області. При розробці гербу району враховано всі вимоги історії розвитку геральдики та самобутності краю, об'єднуючи в єдине ціле минуле, теперішнє і майбутнє.
Згідно з вимогами геральдики герб зображений на щиті, який відповідає щитам першої половини VII століття. Саме такий щит, починаючи з далекого минулого переходив з тисячоліття в тисячоліття і представлений, як прямий угорі й округлений знизу і, згідно з історичними відомостями, носить назву іспанського щита, який використовувався для зображення гербів на Поділлі, і використовується до сьогодні в сучасній українській геральдиці.

## Опис
На червоному полі золота мурована зубчаста стіна з відчиненою брамою. У главі — срібна квітуча гілка яблуні в пояс, в отворі брами — срібний лапчастий хрест. Щит облямований золотими колосками, оповитими лазуровою стрічкою з золотим написом «Барський район 1923», у клейноді — золоте сонце на лазуровому щитку, оповите золотим декоративним рослинним візерунком.